# Shaïn Boumedine

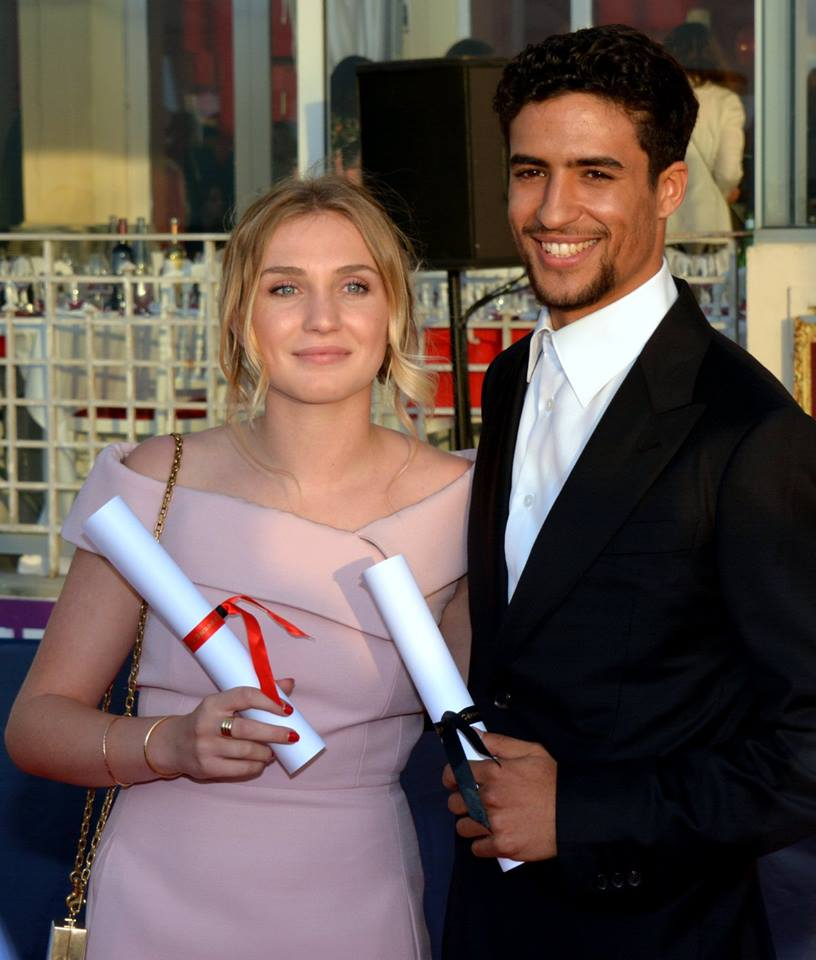
Shaïn Boumedine mit seiner Schauspielkollegin Laëtitia Clément beim Festival du Film de Cabourg 2018

Shaïn Boumedine (* 25. März 1996 in Montpellier) ist ein französischer Filmschauspieler.

## Leben
Shaïn Boumedine wurde 1996 in Montpellier geboren. Sein Vater ist algerischer Herkunft, seine Mutter marokkanischer. Boumedine wuchs als jüngster von drei Jungen in Fabrègues auf, einem kleinen Dorf in der Nähe von Montpellier. Sein Abitur machte er mit Spezialisierung in Architektur und Bauwesen und plante Architekt zu werden.
Während seines Studiums begleitete er im Jahr 2014 seinen besten Freund zu einem Casting für eine Fernsehserie, die in der Region gedreht werden sollte. Hierbei ließ ein Casting-Direktor auch Boumedine ein Formular ausfüllen. Zwei Jahre später erinnerte sich der Casting-Direktor an ihn und vermittelte ihn an Abdellatif Kechiche. Der Regisseur besetzte ihn in der Hauptrolle für seinen Film Mektoub, My Love: Canto Uno, der im September 2017 im Rahmen der Internationalen Filmfestspiele von Venedig seine Premiere feierte, wo er für den Goldenen Löwen nominiert war. Auch in der Fortsetzung des Films, Mektoub, My Love: Intermezzo, übernahm Boumedine die Rolle, der unter anderem bei den Internationalen Filmfestspielen von Cannes 2019 gezeigt wurde. Eine weitere Hauptrolle erhielt er in Atomic Summer, einem Endzeitfilm von Gaël Lépingle.
Boumedine lebt in seiner Geburtsstadt Montpellier.

## Filmografie
- 2017: Mektoub, My Love: Canto Uno
- 2019: Mektoub, My Love: Intermezzo
- 2019: Les sauvages (Fernsehserie, 6 Folgen)
- 2020: Atomic Summer (L’Été nucléaire)